# Rhett Butler
Rhett Butler là một nhân vật hư cấu, một trong những nhân vật chính trong cuốn tiểu thuyết Cuốn theo chiều gió của tác giả Margaret Mitchell và bộ phim cùng tên được làm dựa trên cuốn tiểu thuyết này.

## Vai trò
Rhett Butler xuất hiện lần đầu tại buổi dã yến nhà Ashley Wilkes khi hắn đi cùng Frank Kenendy để bàn chuyện làm ăn. Những lới phát biểu chua cay và sắc bén về thực tế chiến tranh đã chọc giận những công dân Miền Nam sục sôi yêu nước và do đó, họ dọa hắn đấu súng. Hắn điệu nghệ nghiêng mình như một khiêu vũ sư và kèm theo câu nói nổi tiếng: "Có vẻ như tôi đã phá hỏng ly brandy, điếu xì gà và ảo mộng chiến thắng của tất cả quý vị!"
Qua lời kể của mọi người, Rhett xuất thân từ Charleston, là một con chiên ghẻ trong một gia đình danh giá bậc nhất, đã bị trục xuất khỏi Trường Võ bị West Point và không được thừa nhận trong xã hội thượng lưu Charleston, cũng như ở toàn Nam Carolina. Khi Scarlett O'Hara biết về Rhett cũng những tai tiếng của hắn, nàng rất sốc và kinh ngạc nhưng cũng cảm thấy đôi chút thú vị. Nàng cũng có cảm tưởng là hắn nhìn nàng như lúc nàng không mặc áo lót vậy. Rhett ngẫu nhiên bị Scarlett mê hoặc khi nàng bày tỏ tình yêu với Ashley trong thư viện trong lúc tất cả những thiếu nữ đoan trang phải có một giấc ngủ trưa trước buổi dạ vũ. Khi bị từ chối, Scarlett giận dữ tát Ashley nảy lửa rồi ném vỡ tan chiếc bình hoa. Rhett nhận ra những nét hoang sơ như lửa gió của dòng máu Ireland chảy trong huyết quản của một người đẹp miền Nam. Buổi dạ vũ bị phá hỏng khi có tin quân Yankee tuyên chiến. Nội chiến bắt đầu.
Họ gặp lại nhau khi Scarlett đã trở thành góa phụ của Charles Hamilton, người nàng chưa bao giờ yêu, và đến Atlanta ở với người chị chồng Melanie Hamilton, vợ Ashley Wilkes và bà cô Pittypat. Rhett, giờ là người hùng vượt phong tỏa, đã gây sốc tại buổi gây quỹ từ thiện khi thản nhiên tuyên bố rằng hắn liều mạng chỉ để kiếm tiền và cũng chẳng coi trọng chính nghĩa của liên bang miền Nam là mấy. Hắn mời Scarlett, khi này còn đang trong bộ đồ tang, khiêu vũ vì đọc được sự thèm khát được khiêu vũ, được tán tỉnh trong mắt nàng. Điều này vi phạm những quy chuẩn thượng lưu của miền Nam trước nội chiến và gây tai tiếng cho Scarlett. Cha Scarlett, Gerald O'Hara, tới Atlanta tìm Rhett để tính sổ và lôi Scarlett về Tara. Rhett đánh bạc với Gerald và tỏ ra là tay cờ bạc đại tài khi khiến ông đại bại. Hắn còn chuốc ông say mèm, giúp Scarlett bắt thóp được ông. Thế là Gerald trở về Tara và Scarlett yên tâm ở lại Atlanta.
Khi quân Yankee phong tỏa Atlanta, Scarlett vẫn ở lại để chăm sóc và đỡ đẻ cho Melanie, sau đó họ phải dựa vào Rhett để thoát khỏi thành phố. Sau khi thoát hiểm, Rhett vì lý tưởng anh hùng nổi lên bất chợt, đã gia nhập tàn quân miền Nam còn sót lại đang kình chống tướng Sherman. Scarlett không hiểu lý do tại sao Rhett lại chọn con đường liều mạng vào lúc đó khi mà Hiệp bang đã chắc chắn sụp đổ.
Nhiều tháng sau, Scarlett trở lại Atlanta, lần này là để vay tiền Rhett để cứu Tara khỏi bị tịch biên vì thiếu thuế, nàng biết qua cô Pitty rằng Rhett đã bị quân Yankee tống giam vì nẫng mất hàng triệu đô la vàng của chính phủ miền Nam. Scarlett tin rằng hắn sẽ bị treo cổ, đến nhà tù quyến rũ hắn để thực hiện kế hoạch. Rhett đã vạch trần Scarlett và khiến nàng cảm thấy bị sỉ nhục. Cùng đường, Scarlett tán tỉnh Frank Kennedy, chồng chưa cưới của cô em Suellen và nói dối để Kennedy cưới mình, lấy tiền đóng thuế cho Tara.
Hai tuần sau, Scarlett kinh ngạc khi gặp lại Rhett Butler trong khi nàng đang điều khiển trại cưa của chồng. Rhett đã được quân Yankee trả tự do và Scarlett bỗng tiếc khi hấp tấp qua mặt em gái để cưới một người mình không yêu, trong khi bỏ qua đống tiền của Rhett.
Sau khi Frank Kennedy bị giết lúc cùng đảng Ku Klux Klan rửa nhục cho Scarlett sau khi nàng bị tấn công, Rhett cứu sống Ashley Wilkes cùng nửa tá người khác khỏi bị treo cổ. Trong khi Scarlett lo sợ và hối hận về những lỗi lầm trước đây với người chồng mới mất hôm qua, Rhett đã xuất hiện và cầu hôn nàng, hứa sẽ cho nàng tất cả mọi thứ. Scarlett không yêu Rhett nhưng khá cảm mến hắn và cả tài sản kếch sù của hắn nên đồng ý. Rhett biết tình yêu của vợ dành cho Ashley vẫn nồng nàn nhưng y vẫn âm thầm hy vọng ngày mà nàng hồi tâm chuyển ý.
Khi con gái đầu lòng của hai người, Bonnie, ngã ngựa và chết, bi kịch xảy ra khiến mối quan hệ vợ chồng rạn nứt. Rhett bỏ di liên miên. Hắn đọc được toàn bố suy nghĩ cũng như con người Scarlett. Hắn cũng biết rằng Scarlett không bao giờ tìm được hạnh phúc bên cạnh Ashley, kể cả sau khi Melanie qua đời, và đến khi nàng nhận ra điều đó cùng tình yêu dành cho Rhett thì đã quá muộn. Rhett đã không còn lại bất cứ hy vọng nào về hạnh phúc và hắn quyết định ra đi cùng câu nói cuối cùng: "My dear, I don't give a damn." (Em thân mến, anh cóc cần.)  Đó trở thành câu nói bất hủ khi được đưa lên màn ảnh: " Frankly, my dear, I don't give a damn."

## Tính cách
Trong tiểu thuyết, Rhett được miêu tả là con người cao lớn vạm vỡ, rắn chắc nhưng có bước đi và dáng điệu uể oải của một nhà quý tộc, lại duyên dáng như một khiêu vũ sư. Hắn đen chắc như hải tặc, hàng ria mép tỉa sát đôi môi đỏ mọng và hàm răng trắng bóng rạng ngời thường lộ ra khi cười mai mỉa.
Hắn cuốn hút Scarlett bởi những triết lý để sinh tồn trong luồng gió chiến tranh. Đồng thời, tiểu thuyết cũng cung cấp cho người đọc một số thông tin về Rhett mà phim không đề cập tới. Sau khi bị gia đình từ mặt, Rhett trở thành tay chơi bài trên xe lửa, theo làn sóng săn vàng đến California, và bị ăn một vết chém dọc bụng trong một trận đấu dao tay đôi. Hắn yêu mẹ và em gái Rosemary, nhưng căm thù người cha cổ hủ, người đã cay nghiệt đuổi hắn ra khỏi nhà mà không một xu dính túi. Rhett cũng có một em trai, Ross và một em dâu mà hắn có đôi chút trọng nể. Hắn cũng giám hộ một đứa bé trai đang học nội trú tại New Orleans mà người đọc nghi ngờ là con của Rhett và Belle Walting.
Mặc dù bị trục xuất khỏi đại học West Point, Rhett vẫn tỏ ra đã được thừa hưởng một nền giáo dục hoàn hảo, tinh thông mọi thứ từ Shakespeare cho đến tiếng la tinh và lịch sử cổ điển. Hắn cũng là một tay thiện xạ với những kiến thức quân sự khá rộng học được ở West Point và đánh bài điệu nghệ theo lối quý tộc. Rhett hiểu thấu bản chất con người, những điều mà Scarlett không bao giờ hiểu nổi, và cũng biết rõ phụ nữ cả về thể chất và tâm lý hơn là họ biết về chính họ. Hắn kính trọng Melanie như một trong số ít những người phụ nữ cao quý hắn đã gặp, nhưng chẳng có chút trọng nể nào với chàng quý tộc Ashley. Rhett yêu quý trẻ con và hiểu chúng, cả con trai lẫn con gái, và là một bậc phụ huynh tuyệt vời mà Scarlett không bao giờ đạt đến; hắn có một mối quan hệ đặc biệt với Wade, con trai duy nhất của Scarlett và Charles từ rất lâu trước khi thành cha dượng của nó. Khi Bonnie ra đời, Rhett sẵn sàng làm tất cả, thay đổi tất cả để con gái có địa vị, tiếng tăm, sự kính trọng trong xã hội thượng lưu miền Nam, điều mà Scarlett đang dần dần hủy hoại vì những việc làm của mình.
Như Thomas Sutpen trong Absalom, Absalom!, Rhett quyết định gia nhập quân đội Hiệp bang vào phút chót, nhưng không như những đồng ngũ, hắn chẳng hề bận tâm khi chính nghĩa mà mọi người tôn thờ ấy sụp đổ.
Trong những phần viết tiếp − Scarlett của Alexandra Ripley và Rhett Butler's People của Donald McCaig và cuốn tiếu thuyết chưa xuất bản Winds of Tara của Kate Pinotti − Scarlett đều níu kéo được Rhett quay trở lại.

## Đi tìm Rhett Butler
Năm 1939, Cuốn theo chiều gió lên phim, và Clark Gable khi đó được đông đảo công chúng cho rằng ông sinh ra để diễn Rhett, kể cả nhà sản xuất David O. Selznick (ngoại trừ chính Gable). Vì Selznick không có trong tay nam minh tinh nào nên ông phải nhắm tới diễn viên ở những hãng khác. Gary Cooperlà sự lựa chọn đầu tiên của ông vì Cooper đang có hợp đồng với Samuel Goldwyn, đối tác quen thuộc của Selznick. Tuy nhiên, Goldwyn không đồng ý thương lượng. Warner Bros định lựa chọn Bette Davis, Errol Flynn, và Olivia de Havilland gửi sang Selznick cho ba vai chính còn lại. Gary Cooper từ chối vai Rhett Butler và có lời phát biểu đầy tai tiếng: "Cuốn theo chiều gió sẽ là thất bại kinh khủng nhất trong lịch sử Hollywood. Tôi rất vui khi Clark Gable dẫm phải vũng lầy này chứ không phải Gary Cooper". Nhưng sau đó Selznick quyết định chọn Clark Gable, và thương lượng với Metro-Goldwyn-Mayer để mượn ông. Chủ tịch MGM Louis B. Mayer, đồng thời là cha vợ của Selznick, yêu cầu được chia một nửa lợi nhuận từ bộ phim, và công ty mẹ của MGM Loew's, Inc. sẽ hưởng 15% doanh thu. Selznick chấp nhận yêu sách, và Gable chính thức trở thành Rhett, bên cạnh Vivien Leigh, Olivia de Havilland, Leslie Howard. Nhưng chính Gable ban đầu đã từ chối vai này. Tại thời điểm đó, ông rất thận trọng với những vai lớn như Rhett vì sợ làm công chúng thất vọng, những người đã hình thành những ấn tượng rất rõ ràng về nhân vật, mà ông e ngại sẽ không truyền tải được hết qua phần thể hiện của mình.
Vai diễn thành công rực rỡ, và Gable giành được một đề cử Oscar nam chính. Tuy vuột mất tượng vàng vào tay Robert Donat trong Goodbye, Mr. Chips nhưng hình ảnh Rhett Butler qua thể hiện của Gable đã trở thành hình ảnh kinh điển trong lịch sử điện ảnh Mỹ.

## Chuyển thể và viết tiếp
Trong phim năm 1939, Rhett được thể hiện bởi Clark Gable.
Trong phim truyền hình Scarlett sản xuất năm 1994 (dựa trên phần hậu Scarlett của Alexandera Ripley), Timothy Dalton diễn vai Rhett.
Trong bộ phim âm nhạc Cuốn theo chiều gió của Margaret Martin, diễn viên Darius Danesh vào vai Rhett Butler.
Cuốn tiểu thuyết Rhett Butler's People của Donald McCaig viết theo ngôi thứ nhất nhìn từ nhân vật Rhett Butler, kế lại cuộc đời của Rhett từ năm 20 tuổi cho đến Cuốn theo chiều gió
Trong danh sách những câu nói hay nhất trên màn ảnh, câu nói bất hủ của nhân vật Rhett với sự thể hiện của Clark Gable trong phim năm 1939 được xem là đáng nhớ nhất (xếp vị trí đầu tiên).
- Frankly, my dear, I don't give a damn. #1